# Mehdi Frashëri
Mehdi Frashëri (nevének ejtése mɛhdi fɾaʃəɾi; Frashër, 1872. február 28. – Róma, Olaszország, 1963. május 25.) albán politikus, 1935–1936 között, majd 1943-ban két hétig Albánia miniszterelnöke.
1896-tól Konstantinápolyban szerkesztette az albán emigráció nacionalista szárnyának egyik sajtótermékét, a Kalendari Kombiar-t (’Nemzeti Naptár’). Később az oszmán közigazgatásban dolgozott mint Palesztina kormányzója, majd mint a Porta egyiptomi megbízottja.
Albánia függetlenségének 1912. november 28-ai kikiáltása után 1914 márciusától mint a nagyhatalmak által az ország vezetésére kijelölt Nemzetközi Ellenőrző Bizottság albán tagja tevékenykedett. Ezt követően háttérbe húzódott a politikai életben.
I. Zogu uralkodása alatt, 1935 augusztusában Fierben lázadás tört ki, amelynek letörése után a király társadalmi és gazdasági reformokat ígért, és Pandeli Evangjeli negyedik kormányának menesztése után, október 22-én Frashërit bízta meg kormányalakítással. Az alapvetően liberális Frashëri megpróbálta kiterjeszteni a polgárjogokat, de csak a cenzúra megszüntetését tudta elérni a teljhatalmú I. Zogu árnyékában. Ennél többre a diktatórikus viszonyok közepette nem futotta, és kormányát 1936. november 9-én feloszlatták.
1943. október 24-én, a választásokat megnyerve ismét kormányt alakíthatott, de minthogy egy háború- és németellenes Frashëri-kormány Albánia orientációjának megváltozásával fenyegetett, a megszálló németek beavatkoztak és november 5-én Frashërit félreállítva a velük lojális Rexhep Mitrovicát tették meg miniszterelnöknek.
Albánia felszabadulása után a hatalomra kerülő kommunisták az ország elhagyására bírták Frashërit, aki Rómába emigrált és ott is halt meg.